# チャールズ・ウェスト
チャールズ・ディキンソン・ウェスト（Charles Dickinson West、1847年1月7日 - 1908年1月10日）は、アイルランドの機械工学者、海軍建築家であり、明治時代のお雇い外国人。東京大学工学部の前身である東京帝国大学工科大学に長年勤務していた。

## 生涯

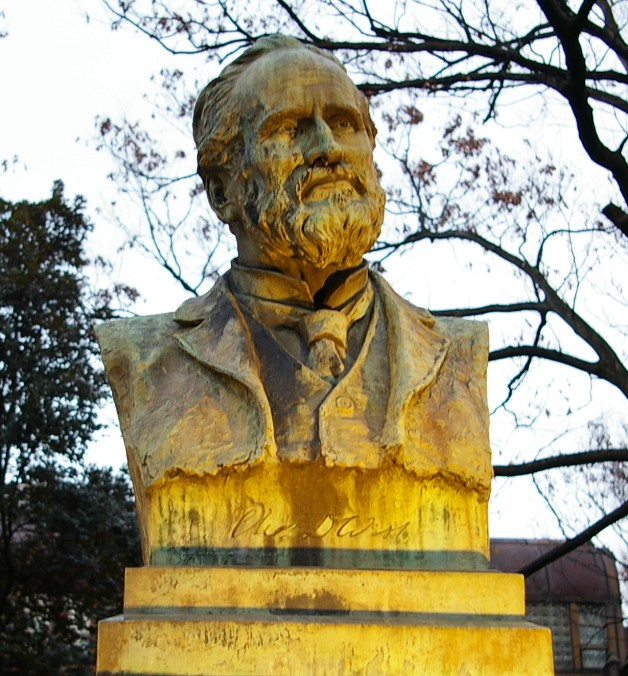
東京大学本郷キャンパス工学部1号館前にある鏡像

アイルランドのダブリンで、セント・パトリック大聖堂の主任司祭の長男として生まれた。1865年にダブリン大学トリニティ・カレッジに入学し、1869年に土木工学の学位を取得した。ダブリン大学卒業後は、イギリスのベルケンヘッド製鉄場に5年間勤務した。その後、造船、 製鋼工場、蒸気機関などで経験を積んだ。
1882年に大日本帝国の明治政府にお雇い外国人として雇われ、蒸気機関の力学、機械製図、工学、機械工学などを教えていた。ヘンリー・ダイアーに代わって、東京帝国大学工科大学の前身である工部大学校に赴任した。この2人は工部大学校で教鞭をとった。1908年に死去するまで、機械工学と造船学の教授を務めた。
日本滞在中は、大日本帝国海軍の海軍建築部を支援した。また、三菱、川崎、大阪鉄工所などの日本の造船所の顧問も務めた。
ウェストは生涯、独身を貫いた。趣味はボートと写真であり、写真コレクションは現在、東京大学の情報理工学図書館に保存されている。また、学生に与えた講義ノートや試験問題など、日記や原稿も多く残されている。日本滞在中、1898年に一度だけヨーロッパに帰国している。1905年には、日本の工学高等教育への貢献が認められ、明治天皇から旭日小綬章を授与された。
1907年、冬の熱海温泉に滞在中、肺炎にかかり、1908年1月10日に東京帝国大学病院で死去した。東京の青山霊園に埋葬されている。1910年3月19日、東京帝国大学工科大学前庭（現在は東京大学本郷キャンパス工学部1号館前）にブロンズ胸像が除幕された。

## 関連文献
- 井口在屋 「故チャールス ヂッキンソン ウエスト先生の伝」（『機械学会誌』第10巻第18号、1908年4月、NAID 110002345147）
- 加藤洋治 「ウエスト先生」（『日本造船学会誌』第654号、1983年12月、NAID 110003864638）
- 鈴木一義 「日本の機械工学教育 : チャールズ・ディキンソン・ウェストを中心に」（東京大学編 『学問の過去・現在・未来 第一部 学問のアルケオロジー』 東京大学〈東京大学コレクション〉、1997年12月、ISBN 4130202057）
- 滝沢正順『御雇外国人教師ウェスト資料集』1998年3月。 NCID BA37599715。
- 滝沢正順「ウェストとウェスト文庫」『図書館の窓 : 東京大学附属図書館月報』第38巻第4号、1999年7月、48-50頁、ISSN 04957873、NAID 120006497472、NCID AN00173640。
- 小林敏雄 「ウエスト先生、青山墓地に眠る」『学術の動向』第9巻第8号、日本学術協力財団、2004年8月、NAID 130001496101, doi:10.5363/tits.9.8_94。
- 武智ゆり 「ウェスト先生と明治の工学教育 : 機械と学生とヨットを愛して25年」『近代日本の創造史』第3号、近代日本の創造史懇話会、2007年3月、NAID 130000064521, doi:10.11349/rcmcjs.3.22
- 染村絢子「E.ダウデン教授と茨木清次郎・ハーン・C.D.ウェスト・J.コンドルと鈴木博之教授」（染村絢子『ラフカディオ・ハーンと六人の日本人』能登印刷出版部、2017年1月、ISBN 9784890107056）